# Premio Lemelson MIT
El Premio Lemelson MIT (Lemelson MIT Prize), creado en 1994 por Jerome Hal Lemelson, y administrado por el Instituto Tecnológico de Massachusetts (MIT), con el que se premia a inventores estadounidenses por logros muy destacados. El ganador recibe 500.000 dólares, lo que le convierte en el mayor premio en metálico a inventores en Estados Unidos.
Además del premio comentado se otorga un premio a la Sostenibilidad de 100.000 dólares y un premio a un estudiante de 30.000 dólares. Este último lo concede el MIT, el Instituto Politécnico Rensselaer y la Universidad de Illinois en Urbana-Champaign.

## Lista de ganadores

### 2009
- Chad Mirkin (Premio Lemelson-MIT)
- Joel Selanikio (Premio por sustentabilidad Lemelson-MIT)
- Geoffrey von Maltzahn (Premio a un estudiante Lemelson-MIT)
- Yuehua Yu (Premio a un estudiante Lemelson-Rensselaer)
- John Wright (Lemelson-Illinois Student Prize)
- Ophir Vermesh (Premio a un estudiante Lemelson-CalTech)

### 2008
- Joseph DeSimone (Premio Lemelson-MIT)
- Martin Fisher (Premio por sustentabilidad Lemelson-MIT)
- Timothy Lu (Premio a un estudiante Lemelson-MIT)
- Martin Schubert (Premio a un estudiante Lemelson-Rensselaer)
- Patrick Walsh (Premio a un estudiante Lemelson-Illinois)

### 2007
- Timothy Swager (Premio Lemelson-MIT)
- Lee Lynd (Premio por sustentabilidad Lemelson-MIT)
- Nathan Ball (Premio a un estudiante Lemelson-MIT)
- Brian Schulkin (Premio a un estudiante Lemelson-Rensselaer)
- Michael Callahan (Premio a un estudiante Lemelson-Illinois)

### 2006
- James Fergason (Premio Lemelson-MIT) por innovaciones sobre pantallas de cristal líquido.
- Sidney Pestka (Premio al logro de una vida)
- Carl Dietrich (Premio a estudiante)

### 2005
- Elwood "Woody" Norris por la invención de un sistema de sonido hipersónico, que permite que el sonido sea orientado con precisión láser.

### 2004
- Nick Holonyak, Jr.
- Edith Flanigen (Premio al logro de una vida)
- Saul Griffith (Premio a estudiante)

### 2003
- Leroy Hood por su invención de cuatro dispositivos que han ayudado en la investigación del Genoma humano, incluyendo la secuenciación automática de ADN.
- William Murphy, Jr (Premio al logro de una vida)
- James McLurkin  vídeo de 1o min. sobre él en NOVA scienceNOW (Premio a estudiante)

### 2002
- Dean Kamen por su invención del Segway y por la bomba de infusión para diabéticos.
- Ruth R. Benerito (Premio al logro de una vida)
- Andrew Heafitz (Premio a estudiante)
- Kavita Shukla (Aprendiz de inventor)

### 2001
- Raymond Kurzweil
- Raymond Damadian (Premio al logro de una vida) por sus trabajos en Resonancia Magnética Nuclear.
- Brian Hubert (Premio a estudiante)
- Jordan Sand (Aprendiz de inventor)

### 2000
- Thomas Fogarty
- Al Gross (Premio al logro de una vida) por su invención del primer walkie-talkie, CB radio, el buscador telefónico y el teléfono sin cables.
- Amy Smith (Premio a estudiante)
- Charles Johnson (Aprendiz de inventor)
- Michael Lim, Jalal Khan, and Thomas Murphy (Premio a estudiante otorgado a un equipo por primera vez)

### 1999
- Carver Mead
- Stephanie Kwolek (Premio al logro de una vida) por trabajos sobre polímeros líquido-cristalinos y el desarrollo del Kevlar.
- Daniel DiLorenzo (Premio a estudiante)
- Krysta Morlan (Aprendiz de inventor)

### 1998
- Robert Langer
- Jacob Rabinow (Premio al logro de una vida) por el primer almacenamiento magenético con forma de disco para ordenadores, el embrague de partículas magnéticas, el primer fonógrafo en línea recta, el primer reloj autorregulado y la máquina de leer que fue la primera máquina en utilizar el principio "best match".
- Akhil Madhani (Premio a estudiante)

### 1997
- Douglas Engelbart por su invención del ratón del ordenador.
- Gertrude B. Elion (Premio al logro de una vida) por los siguientes inventos:
  - 6-mercaptopurine (Purinethol), el primer tratamiento de la Leucemia.
  - azathioprine (Imuran), el primer inmunodepresor, utilizado en trasplante de órganos.
  - allopurinol (Zyloprim), para la gota.
  - pyrimetamina (Daraprim), para la malaria.
  - trimetoprim (Septra), para la meningitis, septicemia, e infecciones bacterianas de los tractos urinario y respiratorio.
  - aciclovir (Zovirax), para el herpes viral.
- Nathan Kane (Premio a estudiante)

### 1996
- Stanley Cohen (Coreceptor) por el desarrollo de métodos para combinar y trasplantar genes.
- Herbert Boyer (Coreceptor) por el desarrollo de métodos para combinar y trasplantar.
- Wilson Greatbatch (Premio al logro de una vida) por el desarrollo de baterías para los primeros marcapasos cardíacos.
- David Levy (Premio a estudiante)

### 1995
- William Bolander
- William Hewlett (Coreceptor del Premio al logro de una vida)
- David Packard (Coreceptor del Premio al logro de una vida)
- Thomas Massie (Premio a estudiante)